# Rudnitchar (schip, 1872)
De Rudnitchar (Bulgaars: Рудничар) was een in 1872 gebouwd stoomschip. In 1939 deed het onder de vlag van Bulgarije dienst in de Aliyah Bet, de illegale immigratie van Joden naar het Mandaatgebied Palestina. De reizen vanuit Bulgarije werden georganiseerd door Baruch Confino in samenwerking met Betar, een revisionistisch zionistische jeugdbeweging. De Rudnitchar was het enige schip in de Aliyah Bet waarvan bekend is dat het tijdens de Tweede Wereldoorlog de Britse blokkade voor Palestina wist te omzeilen.

## Geschiedenis
De eerste reis van de Rudnitchar startte in de Bulgaarse havenstad Varna. De 305 Joodse immigranten waren voornamelijk afkomstig uit Tsjecho-Slowakije.
Voor de eerste reis werden 305 Joodse immigranten, voornamelijk Tsjecho-Slowakijevanaf de kust bij Varna aan boord gebracht in vijf roeiboten. De  Rudnitchar vertrok op 1 augustus 1939 en kwam op 18 augustus in Palestina aan.
De tweede reis maakte de Rudnitchar met 368 vluchtelingen uit Roemenië. Het schip vertrok 30 augustus uit Varna en arriveerde op 19 september bij de kust nabij Tel Aviv. De opvarenden werden ongehinderd ontscheept met behulp van vijf roeiboten.
Op 27 oktober vertrok de Rudnitchar met 457 vluchtelingen vanuit Sulina, dat toen nog een Bulgaarse havenstad was. Het raakte onderweg beschadigd tijdens een storm, maar op 14 november wisten alle opvarenden ongemerkt aan land te komen.
De laatste reis maakte de Rudnitchar vanuit Varna met 505 vluchtelingen aan boord. Het vertrok op 26 december en kwam op 8 januari 1940 in Palestina aan.